# Pszczółka
Pszczółka – czasopismo o charakterze społeczno-politycznym, wydawane wespół z „Wieńcem” w Galicji na przełomie XIX i XX w.
Tytuł założono w Krakowie ok. 1860 jako tygodnik. W 1875 jego redaktorem został ks. Stanisław Stojałowski, który wydawał je we Lwowie a później w Cieszynie, Wiedniu, Bielsku (Bielsku-Białej). Od 1900 roku pod nazwą „Wieniec-Pszczółka”. 
Pod redakcją ks. Stanisława Stojałowskiego na łamach „Pszczółki” (podobnie jak i „Wieńca”) była poruszana problematyka ekonomiczna, propagowano edukację i szeroko rozumiane postawy obywatelskie, zachęcano do aktywności we własnym środowisku wiejskim. Stanisław Stojałowski pragnął uczynić z chłopa świadomego obywatela oraz prawego katolika. W literaturze przedmiotu zwraca się uwagę na działalność oświatową Stojałowskiego w „Pszczółce” i jego daleko posuniętą niezależność w sensie społeczno-politycznym.
W 1894 czasopisma ks. S. Stojałowskiego, w tym m.in. „Pszczółka”, zostały potępione w specjalnym liście wystosowanym przez biskupów: lwowskiego, przemyskiego i tarnowskiego.
Tuż przed śmiercią Stanisława Stojałowskiego w 1911 pismo zostało przekazane Stronnictwu Demokratyczno-Narodowemu.